# ジョン・オグドン
ジョン・アンドリュー・ハワード・オグドン（John Andrew Howard Ogdon, 1937年1月27日 - 1989年8月1日）は、イングランドのピアニスト、作曲家。

## 略歴
ノッティンガムシャー出身。7歳からマンチェスターのグラマー・スクールに通った後、1953年から1957年まで王立マンチェスター音楽大学に在籍する。卒業後は、バーゼルのエゴン・ペトリに6週間の指導を受ける。1961年にブダペスト国際音楽コンクールでリスト賞を受賞して国際的に名声を博し、1962年にはウラディーミル・アシュケナージと並んで、第2回チャイコフスキー国際コンクールを制した。第一次予選ではリスト＝ブゾーニの『ラ・カンパネッラ』、そして本選会のリストのピアノ協奏曲第1番を演奏している。
デビュー間もない頃にアルカンの「ピアノ独奏のための協奏曲」を初LP化し、ポスト・ソラブジとしてのコンポーザー・ピアニストの名声を確実にした。当時は作曲家のハリソン・バートウィッスルや指揮者のエルガー・ハワースと並んで「マンチェスター楽派」と呼ばれ、3人ともその全盛期を1960年代後半に迎えた。
1973年に重度の神経衰弱に見舞われる。きちんと診断されぬまま、父方からの遺伝とみられる統合失調症ないしは躁鬱病との見立てがなされた。演奏会を白紙に戻して入院し、電気ショック療法などの治療を受ける。1983年に前後して演奏活動に復帰し、ノッティンガム王立コンサート・ホールの杮落としで演奏、1988年にはソラブジの《オプス・クラヴィチェンバリスティクム》の4枚組のレコードを発表およびライブでの全曲演奏を行った。その直後に、診断未確定の糖尿病と肥満の結果、肺炎を引き起こして急逝した。
BBCは、同じくピアニストのブレンダ・ルーカスが執筆した評伝に基づき、オグドンの生涯を映像化した。いくつかの晩年の演奏中の写真がウェブ公開されているが、病的に肥満した最晩年の体格と、決して合理的とはいえない運指法が確認できる。

## 功績
数々の記念碑的な偉業を残しており、リスト、アルカン、ブゾーニ、ラフマニノフ、スクリャービン、ソラブジ、メシアン、ロナルド・スティーヴンソンなどの名人芸を要求する作品の名解釈で知られる存在である。ブゾーニのピアノ協奏曲を、世界初録音を行ったペトリの偉業を称えてダニエル・リヴィノーの指揮で全曲録音し、ドイツ・レコード評論家賞を受賞した。晩年に行ったブゾーニ、ソラブジの演奏も、その極端な演奏解釈の故に、伝説と称えられている。
作曲家として大量のピアノ曲やピアノ協奏曲第1、2番のほかに、弦楽四重奏曲などの室内楽曲も作曲した。メルヴィルの小説を題材とした交響曲の作曲も計画したが、完成せぬままに終わった。ジョン・オグドンは肩書きを作曲家として考えていたようで、大量の作品を残したものの、前衛音楽の興隆には勝てず自作の音盤化は驚くほど少なかった。メンタルバランスの崩壊も、作曲家としての評価の低さに原因を求める声もある。
1980年代は、もはや新規のレパートリーが揃わなくなっていたが、それでもモスクワ音楽院大ホールのリサイタルなどで健在をアピールした。この頃から、常に作曲を優先させた活動が過酷すぎたせいか、演奏録音には綻びが出るようになっていた。1988年からはラフマニノフのピアノ作品全集を計画し、半分ほど進んでいたものの、ミスタッチが全盛期に比べて非常に多く、遺族の意思で公表を見合わせていた。オグドン協会が設立された後、熱心なファンの要望に折れる形でその未完の全集の録音がCD化され、オグドンの最晩年のテクニックの老化が改めて確認されたことで、大きく話題になった。
体系的な録音を古典作品に残さなかった（ベートーヴェンの録音は驚くほど少ない）ことが災いし、CD時代を迎えたばかりの頃の没後の一時期に、急速に忘れられた。しかし、廉価CD時代を迎えてBOX化が容易になった現在、改めて演奏にスポットが当てられつつある。また作曲に関してもソナタを含むピアノ作品を集めたCDがイギリスの若手ピアニストによって録音されるなど、再評価が進んでいる。2010年代のイギリスは、大型の国際コンクールで優勝できる人材を完全に失っており、「エゴン・ペトリ以後に現れた、最後の超ヴィルトゥオーソ」としてのオグドンの偉業は、今後も揺らぐことはない。